# Vittorio Gorini
Vittorio Gorini (Reggio Emilia, 15 settembre 1869 – Roma, post 1933) è stato un generale italiano.

## Biografia
Proveniente da una famiglia benestante raggiunse il grado di generale di divisione e l’incarico di Comandante in secondo dell’Arma dall’aprile al settembre 1933. Nato nel 1969, fu promosso sottotenente di fanteria a 19 anni (nel 1888) e a 25 anni (nel 1894) transitò nell’Arma. Fu decorato di medaglia di bronzo al valor civile nel 1903. Partecipò alla guerra italo-turca nel 1912 venendo dislocato nel Dodecaneso e poi alla prima Guerra Mondiale. Ottenne una medaglia di bronzo al valor militare nel periodo postbellico. Promosso colonnello comandante la legione allievi di Roma nel 1921, nel 1926 ottenne la promozione a generale di brigata; prima resse l'incarico di ispettore della 5ª zona CCRR e nel 1929 della 4ª zona a Roma. Promosso poi generale di divisione, ricoprì l'incarico di Comandante in secondo dell'Arma dei Carabinieri tra l'aprile e il settembre 1933.

## Opere
Nel corso della sua carriera militare pubblicò numerosi contributi su temi diversi:
- Relazione fra la geografia e la storia – Linee isoterme determinatrici delle migrazioni dei popoli e del cammino dell’incivilimento, Roma, Tipografia cooperativa sociale, 1904;
- Per un museo storico dell’Arma dei Carabinieri Reali, in “Rivista Militare Italiana”, a. LIII – 1908, dispensa VIII, pp. 1556-1575;
- La bandiera di combattimento del cacciatorpediniere «Carabiniere», Roma, tipografia sociale, 1908;
- Le biblioteche popolari per l’arma dei Carabinieri Reali (con G.B. Da Pozzo), Roma, Rivista di Fanteria, 1909;
- Relazione fra la geografia e la storia – Linee isoterme determinatrici delle migrazioni dei popoli e del cammino dell’incivilimento, in “Rivista Militare Italiana”, a. LIV – 1909, dispensa VIII, pp. 1589 – 1609 e dispensa X, pp. 1902 – 1925;
- A proposito della ferrovia del Tauern: alcune considerazioni circa gli adattamenti ferroviari austriaci nei loro presunti rapporti coll’Italia, in “Rivista Militare Italiana”, a. LV – 1910, dispensa X, pp. 1909-1933;
- I Carabinieri Reali a Pastrengo (30 aprile 1848), in “Rivista Militare Italiana”, a. LVI – 1911, dispensa V, pp. 1038 – 1060;
- I Turchi in Guerra secondo Raimondo Montecuccoli, in “Rivista Militare Italiana”, a. LVII – 1912, dispensa I, pp. 143 – 150;
- Lesseps e Oudinot a Roma nel 1849, in “Rivista d’Italia”, a. XV, fasc. III – marzo 1912, pp. 477-521;
- La Gendarmeria nei principali Stati – Origini – Storia – Organizzazione militare e servizi cui attende, Firenze, Casa Editrice Ditta G. Passeri di A. Dolfin, 1914;
- I Carabinieri Reali nella difesa di Casal Monferrato, Roma, tipografia Militare, 1914;
- Cenno sulle capitolazioni nel Levante, Rodi, novembre 1918.
Egli studiò alcuni temi di grande interesse per Arma dei Carabinieri stessa. Così orientò le sue ricerche su questioni che ebbero un certo impatto sull’attualità del periodo e costituirono strumenti preziosi per una visione di più ampio respiro. Poiché aveva svolto servizio anche presso il Comando Generale dell’Arma e in qualità di aiutante maggiore presso una legione, era consapevole delle necessità e dei bisogni secondo la visione del vertice dell'Istituzione.

## Per un museo storico dell’Arma dei Carabinieri Reali
Il suo contributo più significativo è l'articolo apparso sulla Rivista Militare Italiana dedicato al Museo Storico CC.
Si trattò di un testo illuminato per il periodo storico e frutto di una lunga riflessione dovuta a una serie di fattori.
Tra gli elementi che scatenarono l'interesse verso il Museo vi doveva essere la “impressione penosissima che prova il cuore di chi serve da anni nell’Arma e ne sente tutti gli alti doveri, allo scorgerne messa in dubbio la secolare ed onorata disciplina”.
Nel testo lo avrebbe precisato più volte, prendendo una netta posizione contro i partiti che in quegli anni stavano prendendo piede all’interno del Parlamento. I superiori, secondo quanto lascia intendere l'autore, dovettero appoggiare l'iniziativa sia della costituzione dell'ente, sia di attribuire a questo il ruolo di centro culturale in qualche modo da contrapporre all’opera di “demolizione” condotta, a suo giudizio, dai partiti della sinistra costituzionale, dalle organizzazioni sindacali e di aggregazione come i sindacati operai e le leghe contadine, nonché dai movimenti extracostituzionali come gli anarchici. Il testo si presenta con alcuni cenni di grande rispetto sia per i ruoli istituzionali (in particolare per il potere legislativo e per quello politico), sia per i valori che erano alla base del pensiero di quegli anni e che egli sintetizzava nel suo articolo attraverso le immagini di patria, di ordine, di fedeltà al sovrano, valori propri del ceto intermedio e della nobiltà contrapposti, secondo la sua visione, alla ricerca del consenso e alla propaganda dei partiti di sinistra dell’epoca.

## Memoria
Dal 10 giugno al 14 settembre 2017, si è tenuta una mostra al Museo storico dell'Arma dei Carabinieri in cui è stato ricordata la figura dell'ufficiale.
Il 22 giugno 2017, presso il Museo storico dell'Arma dei Carabinieri era previsto un evento dedicato a Gorini .